# الدوري المالطي الممتاز 2001–02
الدوري المالطي الممتاز 2001–02 (بالإنجليزية: 2001–02 Maltese Premier League)‏ هو موسم من الدوري المالطي الممتاز. فاز فيه نادي هيبرنيانز.